# Universitatea Georgetown
Universitatea Georgetown (în engleză Georgetown University) este cea mai veche universitate catolică din Statele Unite ale Americii. Facultățile și institutele universității sunt situate în Washington, D.C..
Universitatea se află sub patronajul ordinului iezuit. Majoritatea studenților nu sunt de confesiune catolică, însă studiază la Georgetown University datorită bunei reputații academice a instituției.

## Absolvenți celebri
- Antonin Scalia (1936-2016), judecător la Curtea Supremă de Justiție a Statelor Unite ale Americii
- Bill Clinton (n. 1946), președinte al SUA
- David Petraeus (n. 1952), director al CIA
- Abdullah al II-lea al Iordaniei (n. 1962), rege al Iordaniei

## Profesori celebri
- Madeleine Albright (1937-2022), prima femeie Secretar de stat al Statelor Unite ale Americii